# Rabia Djelti
Rabia Djelti / ربيعة جلطي, est une poétesse et écrivaine algérienne.

## Biographie
Rabia Djelti parle et écrit dans trois langues l'arabe, le français et l'espagnol..
Après avoir obtenu un doctorat d’État en littérature, elle opte pour l'enseignement et devient professeure de littératures modernes et maghrébines, à l'université d'Alger, faculté des lettres et des langues. Par la suite elle deviendra également productrice et animatrice d’une émission radiophonique intitulée Ève et le Monde, consacrée à la liberté de la femme algérienne et aux formes de sa résistance culturelle. Puis elle sera productrice et animatrice d’une émission télévisée, Seuils, consacrée à la poésie et aux poètes.
En 2003, elle est nommée directrice des arts et lettres (ministère de la Culture). Un poste qu'elle occupera deux ans (2003-2005) avant de devenir conseillère auprès du ministère de la Culture  de 2005 à 2007.
Elle sera également, durant sa carrière, membre du jury international du Prix du roman nordique traduit en français et directrice des festivals culturels Les 3 plumes et Littérature féminine.
En février 2002, à Abu Dhabi, il lui est décerné le prix de la création littéraire arabe, cela pour l’ensemble de ses ouvrages littéraires.
En 2013, elle participe au 18e Salon international du livre d'Alger.
Elle est invitée en 2015 à l’occasion de la troisième rencontre internationale de poésie, elle ira notamment à la rencontre d’écoliers.
En 2018, elle préside le jury, pour la catégorie langue arabe, du nouveau prix littéraire, le prix Yamina Mechakra, lancé par le ministre algérien de la culture Azzedine Mihoubi

### Vie privée
Rabia Djelti est l'épouse de l'écrivain algérien Amin Zaoui. Ils ont eu une fille, Lina Doran, chanteuse, interprète, auteure et compositrice algérienne.

## Publications

### Recueils de poésie

#### Reliefs d’un visage non-parisien
1ère édition : Dar-el-karmal, Damas 1981. 2ème édition : SNED Algérienne, 1982.
Accusation
Éditions Algérie-CRIDISCH, 1985.

Arbre à Paroles
Éditions Dar-Safir, Maroc 1991, Al Watan Lyaoum, Algérie, 2023. 
Comment ça va ?!
Éditions Hourane, Damas, 1996.

Murmures du secret
Éditions Dar El-Gharb, 2002.
Traduction en français d'Abdellatif Laâbi

Qui-est-ce dans le miroir ?!
Recueil de poèmes bilingue
Éditions Dar-el-Gharb, 2003.
Traduction de Rachid Boudjedra 
Pierre confuse
Éditions Dar Annahda, 2008.
Océans insomniaques
Éditions Dar Naya, Syrie, 2009.
Trône fissuré

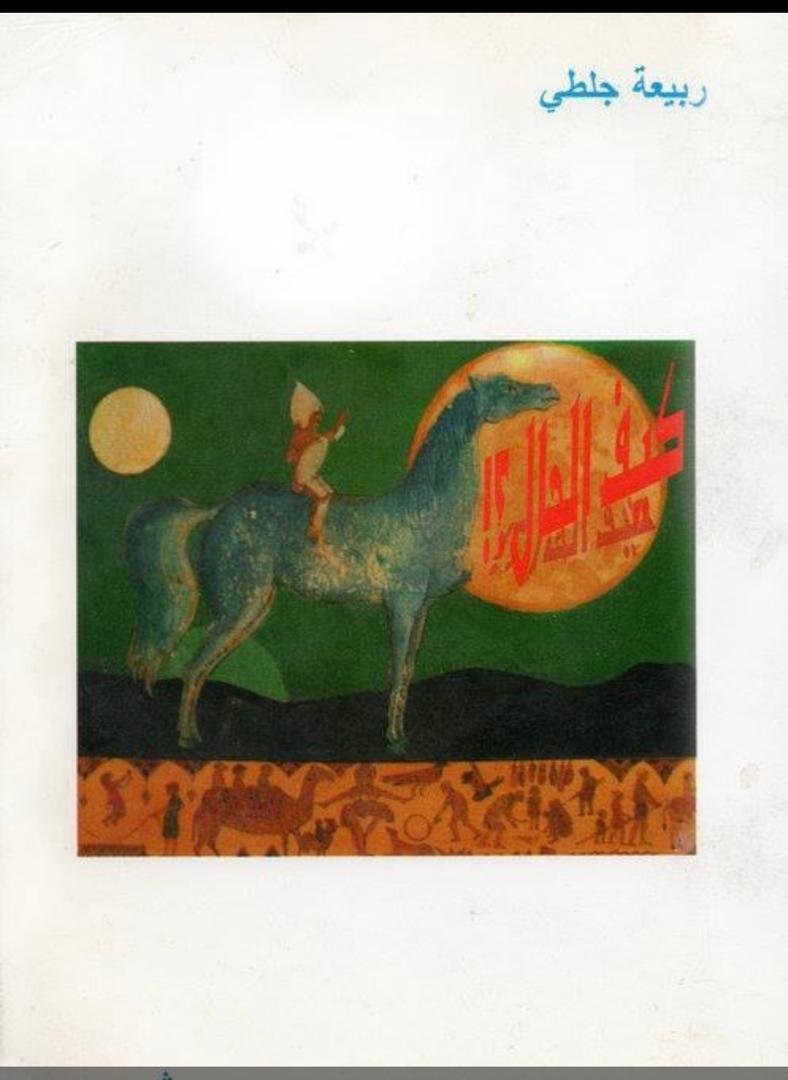

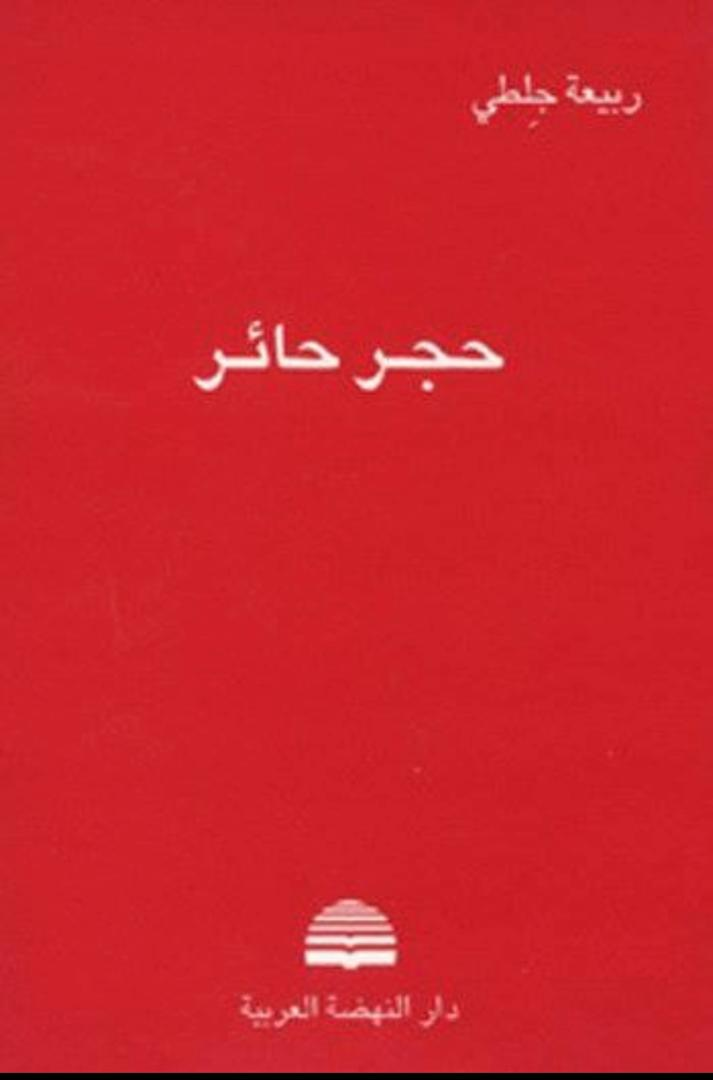

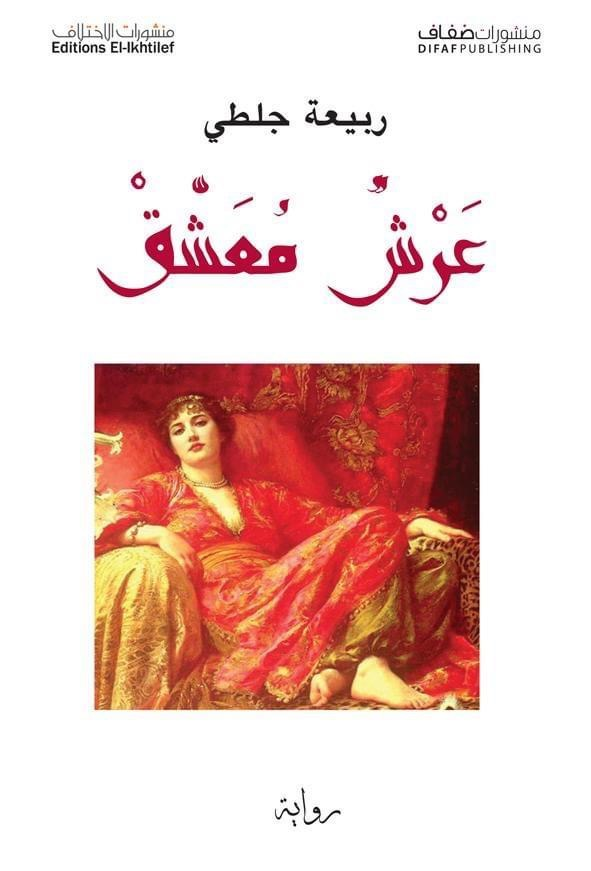

Éditions Difaf, Beyrouth et Ikhtilef, Alger, 2013.
La Prophétesse
Éditions Difaf, Beyrouth et Ikhtilef, Alger, 2014.
Nostalgie à la menthe
Éditions Difaf, Beyrouth et Ikhtilef, Alger, 2015, Difaf, Liban, 2016. 
Traduction en français 2022.
Adapté au théâtre

Les ailes de Daouya
Éditions Barzakh, Algérie, 2019.

Le fou de Marylin
Éditions Dalimen, Algérie, 2019. 

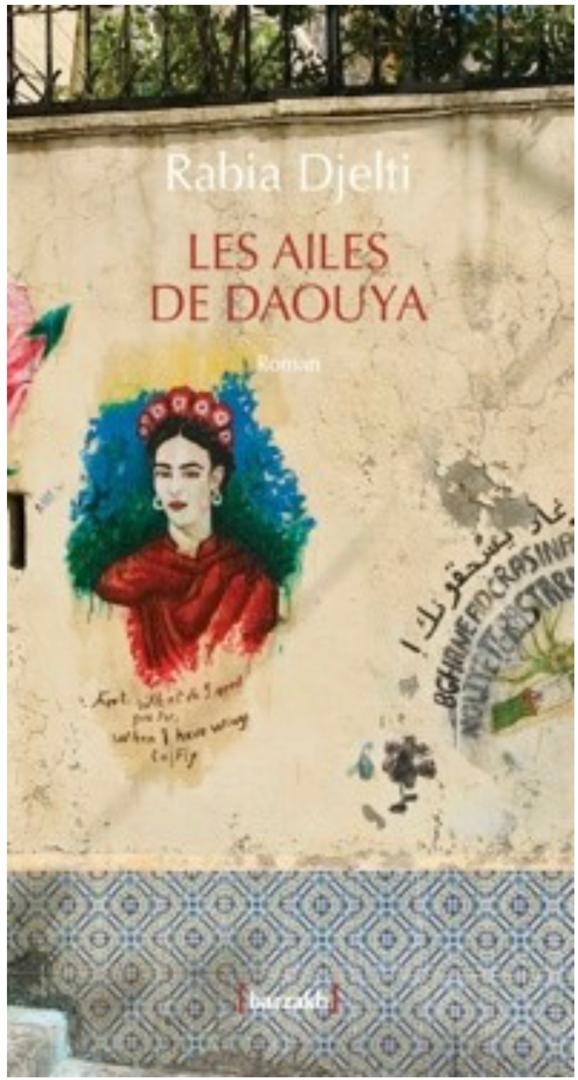

Traduction en français Amina Mekehli.
Le cœur de l'ange-robot
Éditions Difaf, Beyrouth et Ikhtilef, Alger, 2019. 
Traduction en anglais.

Le buste de la courtisane
Éditions Dalimen, Algérie, 2020. 
Traduction de Mr Boukhari 

Gilgamesh et la danseuse
Éditions Difaf, Beyrouth et Ikhtilef, Alger, 2021.
Rangement du néant
Éditions Difaf, Beyrouth et Ikhtilef, Alger, 2022.

La lune de l'aveugle

Éditions Al Watan Lyaoum, Algérie, 2023. 

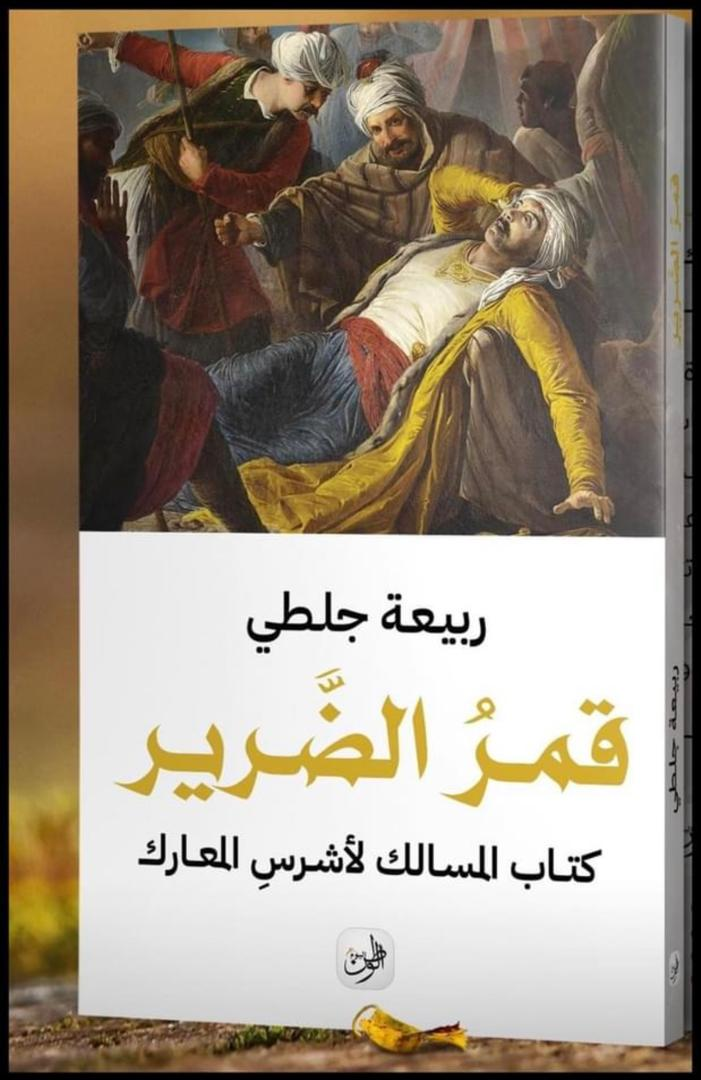

### Romans
- Adhourwa, éditions Dar Al Adab, Beyrouth, 2010.
- Nadi Assanawbar, roman, éditions Dar Alarabiya et éditions Ikhtilef, 2012[10].
- Archoune Mouachchak, éditions Difaf et éditions Ikhtilef, 2013.
- Hanin B’nnaanae, éditions Difaf et éditions Ikhtilef, 2015.
- Azib Hay El Morjane, éditions Difaf et éditions Ikhtilef, 2016.
- Autobiographie d’une fascination, éditions El Hibr, Alger, 2017.

## Autres activités
Rabia Djelti a participé à plusieurs rencontres littéraires universitaires et poétiques maghrébines, arabes et internationales, au Liban, au Qatar, à Bahreïn, au Maroc, en Jordanie, en Syrie, en Libye, en Tunisie, en France, en Espagne, aux Pays-Bas,,,,.